# Флънкибол
Флънкибол ([ˈflʌŋkiˌbɔːl] или [ˈflʊŋkiˌbal]), известен още като бирбол, е пиенешка игра, в която два отбора се състезават един срещу друг.

## Правила на играта
Двата отбора се подреждат в редици един срещу друг на разстояние от около 10 метра. Броят на играчите в отбор не е фиксиран, но обикновено варира между 3 и 8 души. Пред всеки играч има отворена бутилка или кен бира, поставена на земята.
В центъра на игрището, между двата отбора, има цел – обикновено пластмасова бутилка, пълна между една четвърт и половината със течност. Играчите трябва да хвърлят топка, за да уцелят бутилката и да я съборят. Ако успеят да я уцелят, отборът, който е хвърлил топката, може да започне да пие бирата си – възможно най-бързо и в големи количества.
Противниковият отбор трябва да изправи бутилката обратно и да върне топката зад собствената си линия. В момента, в който това стане, те викат високо „Стоп!“, при което другият отбор трябва незабавно да спре да пие. Когато и двата отбора са отново готови, е ред на другия отбор да хвърли. Отборът, който пръв изпие всичките си бири, печели играта.

## Наказания
Може да се наложат санкции, например ако играч започне да пие преди време, ако продължи да пие след извикването на „Стоп!“ или ако повърне. Също така се наказва разливането на бира (например ако бутилката прелее от пяната или се обърне). Възможните наказания включват „наказателна бира“ за провинилия се играч, загуба на ред за хвърляне или предимство с глътка за противниковия отбор. Какво се счита за нарушение и как се наказва варира в различните места.

## Варианти
Правилата на Флънкибол варират в зависимост от мястото и често се определят в началото на рунда или дори по време на играта. Разстоянията между играчите и целта също се различават. В някои случаи е достатъчно само да се изправи целта, за да се извика „Стоп!“, без да се връща топката зад линията.
Вместо топка може да се използва и пластмасова бутилка или дори глава лук като хвърлящ обект. Играта може да се играе и с безалкохолни напитки като сода или вода вместо бира. Количеството за пиене също варира, но най-често използваните бутилки са с обем между 0.5 и 1.5 литра.

## Популярност
Флънкибол обикновено се играе през лятото и в зелени открити пространства, като паркове и градини. Също така е често срещан на музикални фестивали. Особено популярен е сред студентите и в университетските среди в Германия. Например Технологичният институт в Карлсруе провежда ежегоден шампионат по Флънкибол.
Най-голямото състезание по Флънкибол в Германия се провежда всяка година през май в Елмсхорн. Любопитен факт е, че терминът flunkyball е популярен в немскоезичните страни, но е практически неизвестен в англоезичния свят.
Световният рекорд за най-голям рунд Флънкибол, игран някога, е поставен на 31 май 2024 г. в Лайпциг, където 1323 души са участвали едновременно. В този град играта е известна и като bierball.

## Произход и история
Първите игри на Флънкибол се провеждат в началото на 2000-те години и се играят с кенове бира в центъра, които трябва да се съборят. В ранните варианти се използва т.нар. „пък“ (сплескан кен във формата на хокейна шайба), топка или пръчка. С въвеждането на единната депозитна система за бирени кенове в Германия на 1 май 2006 г., вариантът с пък става все по-рядък.
Първото световно първенство се провежда през 2005 г. в Дармщат, където отбор от Диленбург печели титлата.

## Присъствие в медиите
В музикален клип на групата Kraftklub от Кемниц се показва сцена от игра на Флънкибол.
Flunkyball е и заглавието на художествен филм от 2023 г. на режисьора Александър Адолф, в който играта се появява само в една символична сцена.

## Връзки
- Флънкибол в Spielwiki.

## Референции
1. ↑  https://www.spiegel.de/lebenundlernen/uni/trinksport-bierball-rennen-saufen-siegen-a-725582.html
2. ↑  https://www.suedkurier.de/region/linzgau/neuhausen-ob-eck/Flunkyball-ist-das-Festivalspiel-auf-dem-Southside;art372568,9239644
3. ↑  https://www.uni-muenster.de/FSMI/downloads/page/1081/Flunkyball-Regelwerk-2024.pdf
4. ↑  https://web.archive.org/web/20210710194230/https://www.chemie.uni-wuerzburg.de/fileadmin/34080000/Party/SS_17_Sommerfeier/Flunkyball_Regeln_2017_Version_3.pdf
5. ↑  https://web.archive.org/web/20181206001749/https://www.frequency.at/wp-content/uploads/sites/17/Regeln_FQ18_Flunkyball-World-Championship.pdf
6. ↑  https://www.facebook.com/groups/419614684759731/
7. ↑  https://rekord-institut.org/mit-ball-und-bier-leipzig-erzielt-weltrekord/
8. ↑  https://dieraecherin.blogspot.com/2005/06/so-dass-habe-ich-so-eben-im-internet.html
9. ↑  https://stadtleben.de/darmstadt/kalender/2006/08/05/2-offizielle-flunkyball-wm/
10. ↑  https://www.youtube.com/watch?v=8yN8VTf6Amc